# I'll Be There for You
«I'll Be There for You» —en español: «Ahí estaré para ti»— es el tema principal de la serie de la NBC, Friends. Esta canción fue escrita en 1994 para la serie por Michael Skloff y Allee Willis e interpretada por el grupo The Rembrandts. La canción estuvo como N.º 1 por ocho semanas en el Billboard Hot 100 Airplay.

## Álbum
En un principio la canción solo estaba en el CD de los Rembrandts, lo que hizo que las ventas de este grupo aumentasen. Finalmente se hizo la banda sonora de la serie donde incluye esa canción dos veces, la versión para TV y la normal.
“I'll Be There for You” se ha incluido en los siguientes álbumes:
- Friends: Music From The TV Series (1994 compilación de bandas sonoras)
- L.P. - The Rembrandts (1995)
- Friends Again (1999 compilación de soundtracks)
- Serial TV: Les Plus Grands Hits Des Séries TV (compilación)
- Happy Songs (compilación)
- Billboard Top Hits: 1995 (compilación)

## Duración
- European CD maxisencillo

- - «I'll Be There for You» - 3:09
  - «Fixin' to Blow» - 5:03
  - «Just the Way It is Baby» - 4:06
  - «Snippets Medley» - 6:46

## Videoclip
El videoclip es muy popular en el mundo, contó con la participación de todos los actores de la serie (Jennifer Aniston, Courteney Cox, Lisa Kudrow, Matt LeBlanc, Matthew Perry y David Schwimmer), cantando y bailando haciendo el papel de la banda, junto con el grupo.